# Tsuana

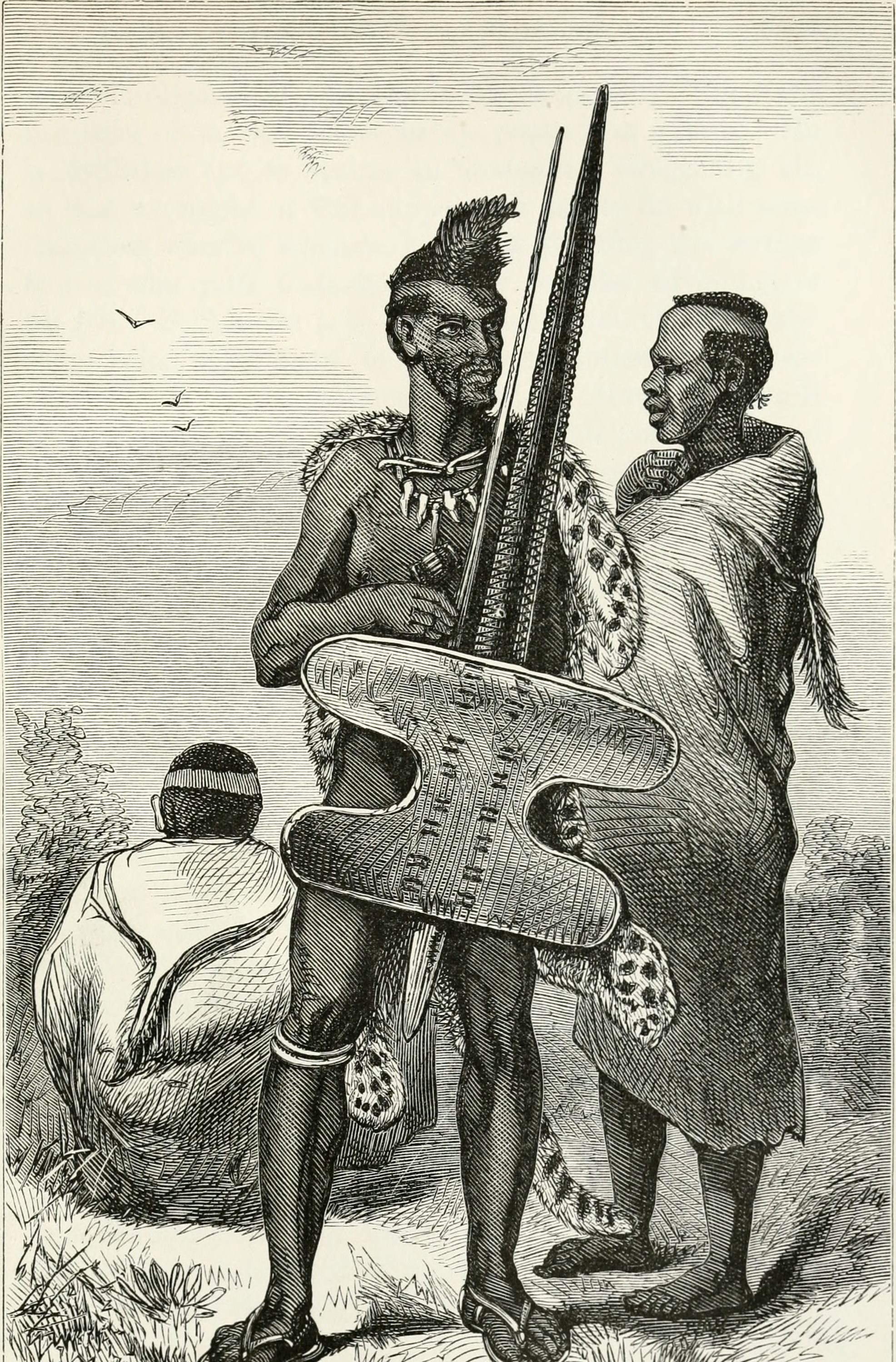
Guerrero bechuana.

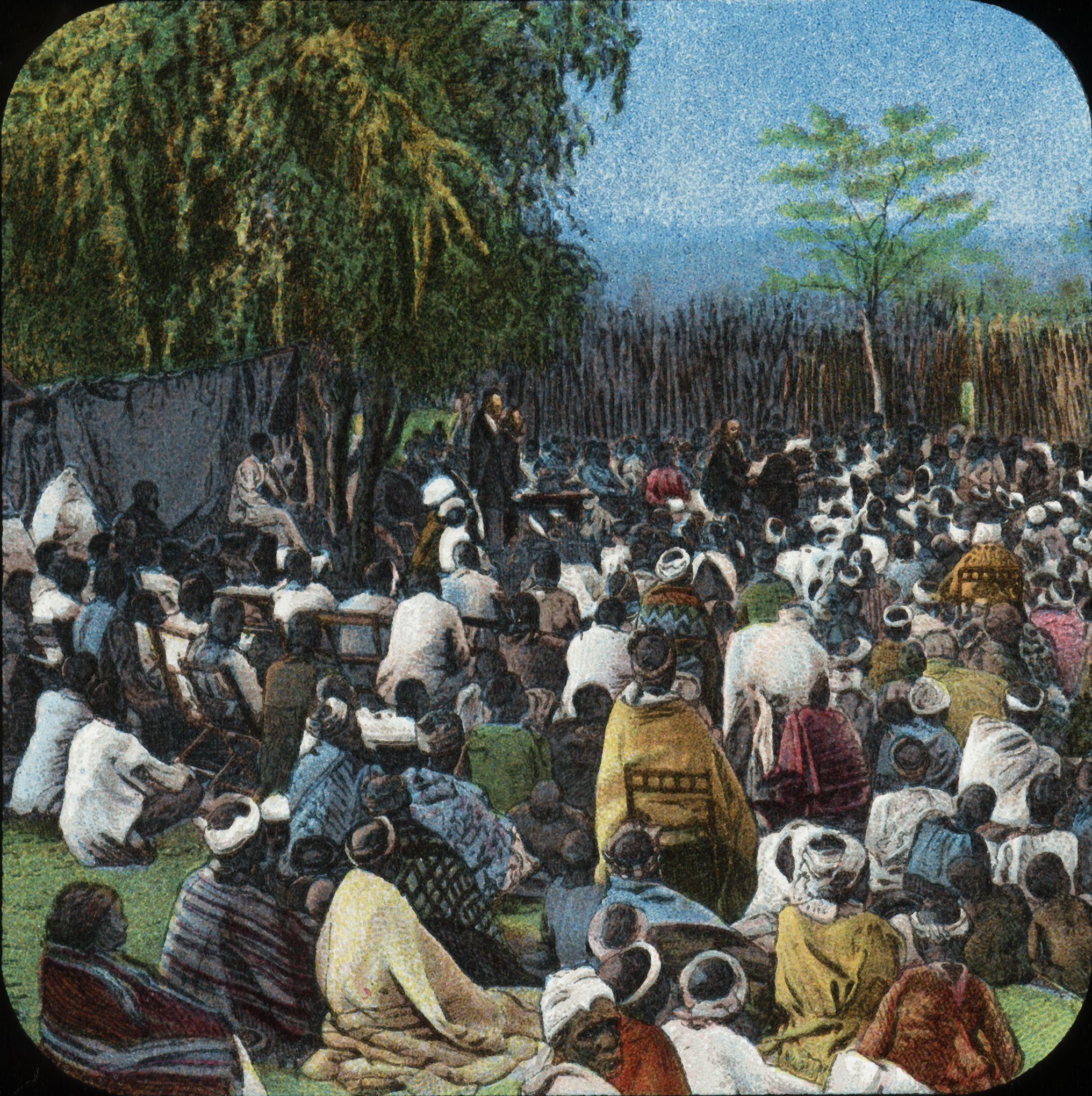
Congregación bechuana.

Para el idioma parecido véase Setsuana
Tsuana es el nombre de una etnia en el sur de África también conocida como tswana. También son llamados batsuana en plural.
El origen de la palabra tswana es desconocido. Se aplica a todos los grupos que aunque separados geográficamente, comparten el uso del lenguaje setsuana y algunas costumbres. Ninguno de estos grupos originalmente se llamó a sí mismo por este nombre. Como es común en muchos casos en África, el nombre usado para denominar a un grupo viene por el nombre que les fue dado por otros.
Los batsuana descienden de grupos que emigraron a la región central del sur de África desde el este del continente en el siglo XIV.
En el siglo XIX era común entre los europeos decir "bechuana" en lugar de "batsuana". Por esta razón llamaban a la zona donde vivían los batsuana por el nombre de Bechuanalandia. Sin embargo, en la lengua setsuana el nombre correcto es Botsuana. 
Es entonces por el nombre del pueblo tsuana que el antiguo protectorado británico de Bechuanalandia, se llama en la actualidad Botsuana; país en donde la mayoría de sus habitantes pertenecen a esta etnia.
En la actualidad hay 59 grupos distintos que aceptan ser llamados tsuana.
El mayor número de batsuana se encuentra en Sudáfrica, en donde constituyen uno de los mayores grupos nativos y su idioma, el setsuana, es una de las 11 lenguas oficiales del país. Durante el período de las políticas de "desarrollo separado" del apartheid, a los batsuana de Sudáfrica se les retiró su ciudadanía sudafricana, y fueron forzados a mudarse al bantustán especialmente destinado para ellos: Bofutatsuana.
En Namibia y Zimbabue hay varios grupos de batsuana, pero su número es relativamente bajo.